# John Anderson (Trompeter)
John Anderson (* 31. Januar 1921 in Birmingham (Alabama); † 18. August 1974 ebenda) war ein US-amerikanischer Trompeter des Swing.

## Leben und Wirken
Anderson studierte Althorn und Tuba auf dem Los Angeles Conservatory of Music und dem Westlake College of Music. 1941 spielte er in Los Angeles bei Tiny Bradshaw, vier Jahre in einer US-Navy-Band und zwischen 1946 und 1957 bei Benny Carter, Stan Kenton, Pérez Prado und Earl Bostic. Danach arbeitete Anderson vorwiegend als freischaffender Musiker. Später hatte er eine eigene Formation in Los Angeles mit Buddy Collette, Curtis Counce und Britt Woodman. Er arrangierte auch für Buddy Collette.
Als Session-Musiker war er an zahlreichen West Coast Jazz und Rhythm and Blues Aufnahmen beteiligt. 1959 wurde Anderson Mitglied in der Count Basie Band; in den frühen 1960er Jahren nahm er mit dem Swing-Klarinettisten Jimmy Hamilton und der Sängerin Anita O’Day auf. In den 1970er Jahren war er noch an einem Bigband-Projekt von Doc Severinsen beteiligt. Sein einziges Album unter eigenem Namen erschien 1966 unter dem Titel Time Will Tell auf dem Tangerine Label. 
Neben Jazz nahm er in den 1950er und 1960er Jahren auch als Sideman an vielen Rhythm and Blues Aufnahmen an der Westküste teil und nahm mit Rick Nelson, Sammy Davis, Jr. und Sam Cooke auf.